# Пуля

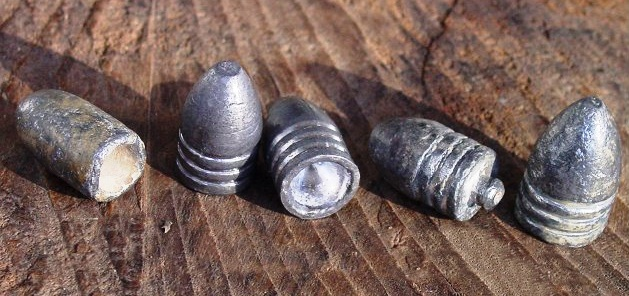
Пуля Минье

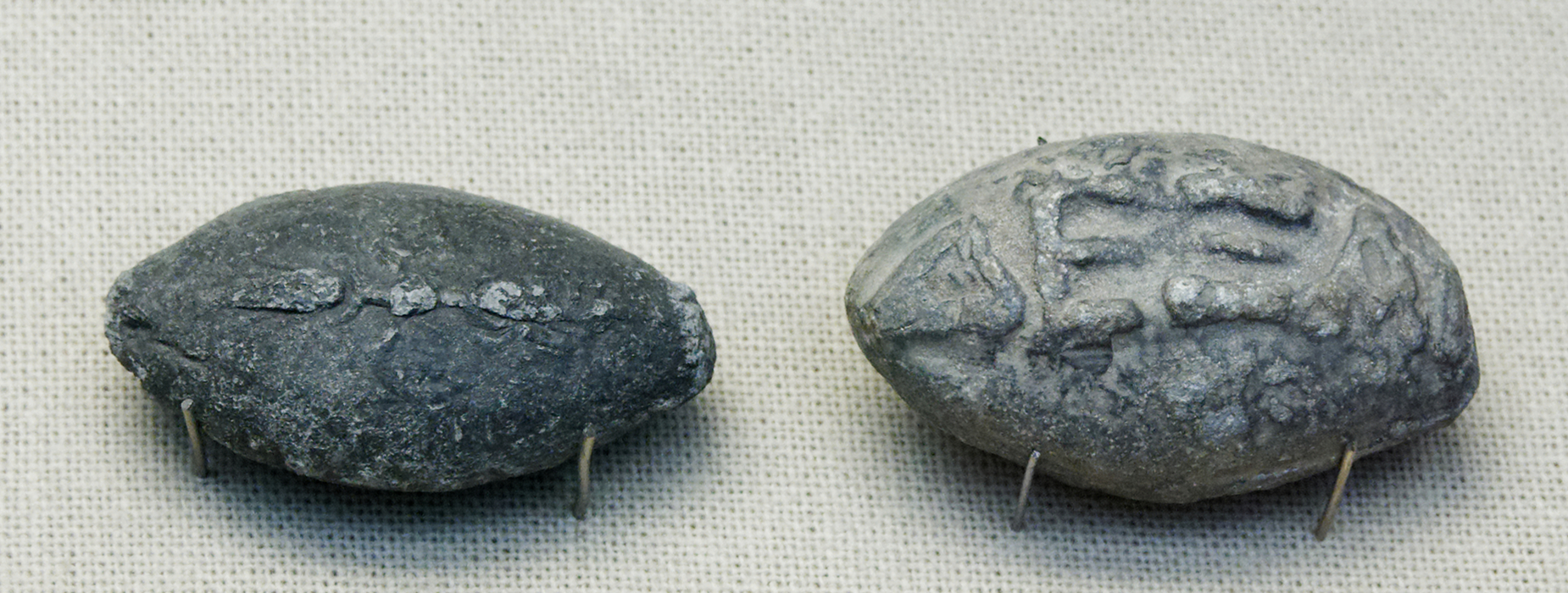
Свинцовые пращные пули с надписью «лови это», Греция, Афины, IV век до н. э.

Пу́ля  (предположительно от фр. boule — шар, или пол. kula — ядро) — снаряд (поражающий элемент) стрелкового оружия.
Пулями также называют небольшие снаряды, которые использовались в пращах и старинной механической артиллерии. Две главные особенности пуль — большая дальность стрельбы и высокая поражающая способность — обусловлены одним физическим явлением — инерцией.
В XIX веке, до появления пуль Минье к дульнозарядным винтовкам, пули были шарообразными. Поскольку пули к дульнозарядным винтовкам должны быть несколько меньше диаметра ствола (в противном случае заряжание ружья было бы очень затруднительно), то они помещались в ствол вместе с пыжом, который служил в качестве обтюратора. С появлением казнозарядного оружия пули стали делаться чуть большего диаметра, чем ствол, для того, чтобы пуля могла войти в соединение с нарезкой.
Вариантом пули является так называемый «флешет» — стреловидный снаряд, который использовался американской армией в качестве боеприпаса к военному гладкоствольному оружию (дробовику) во время конфликтов в Корее и Вьетнаме. Такие армейские боеприпасы в настоящее время запрещены международными соглашениями.
Также запрещены к применению в военных действиях все экспансивные пули, в том числе пули типа «дум-дум» (полуоболочечные), несмотря на их популярность среди охотников.

## Пули к боевымпатронам
Пули к боевым патронам делятся на обыкновенные и специальные. Основным видом пули является обыкновенная пуля. К специальным относятся бронебойные, зажигательные, трассирующие. Обыкновенные и бронебойные пули воздействует на цель лишь механически, поражая их силой удара. Также существуют экспансивные (разворачивающиеся) и разрывные (взрывающиеся) пули, но их применение в боевых действиях для поражения живой силы запрещено Гаагской конвенцией 1899 года. Однако такие пули неоднократно применялись в боевых действиях и после принятия Гаагской конвенции, а в ограниченных масштабах используются и в настоящее время. Например, пули типа МДЗ (мгновенного действия зажигательная) и их иностранные аналоги являются де-факто разрывными, они применяются для стрельбы из пулемётов по низколетящим самолётам и вертолётам, эпизодически — по иным целям. Обычные дробь и картечь тоже формально относятся к категории экспансивных пуль, соответственно, де-юре боевые дробовики тоже запрещены к применению по живой силе.

Устройство современного патрона:
1. Пуля (снаряд);
2. Гильза, объединяющая все части;
3. Пороховой заряд;
4. Шляпка гильзы, за которую она после выстрела удаляется из ствола;
5. Капсюль, инициирующий взрывчатое вещество.

Устройство обыкновенной пули простое: обычно такие пули состоят из свинцового сердечника, заключённого в оболочку из более твёрдого материала (например, мельхиора, латуни или стали, покрытой слоем томпака). В головной части иногда располагается стальной сердечник для увеличения пробиваемости.
В бронебойных пулях сердечник изготавливается из твёрдых сплавов. Свинцовый сердечник по-прежнему сохраняется для увеличения массы и плотности монтажа.
В зажигательных и трассирующих пулях находятся дополнительно специальные химические составы. Воспламенение трассирующего состава при выстреле происходит от пороховых газов, для этого используется вспомогательный воспламенительный состав.
Чем больше длина пули, тем больше её поперечная нагрузка (отношение массы к единице площади поперечного сечения), тем выше сохранение энергии на траектории, отлогость траектории, кинетическая энергия.
Со временем был создан тип пули несколько облегчённой, остроконечной. Траектория полёта таких пуль из-за уменьшенной массы, а, значит, поперечной нагрузки, и из-за повышения за счёт этого начальной скорости, оказалась более отлогой в начале и более крутой в конце.
Остроконечные пули, обладающие большей скоростью полёта, оказали способность распространять силу удара по кругу в стороны, повышая тем самым своё поражающее действие (разрушающее действие). Иногда, для увеличения поражающего действия пули, центр её массы смещают к хвостовой части.
С этой целью, например, в английской пуле Мк-VII (1914) сердечник сделан не целиком из свинца, а с алюминиевой или фибровой головной частью, а в японской пуле, из-за неодинаковой толщины стенок оболочки, основная масса свинцового сердечника оказалась сосредоточена в хвостовой части. Наконец, тяжёлый сердечник может не занимать головную часть пули, оставляя её пустотелой, а, значит, лёгкой (пуля к патрону 5,45×39 мм). При встрече с препятствием, особенно в той части траектории, где она уже заметно отклонилась от линии бросания, такие пули проявляют способность, в силу явления прецессии («водит носом»), резко менять своё положение и проникать в препятствие не головной частью, а боком. Для повышения останавливающего действия используются и другие способы.

## Пули к охотничьим патронам
Пули к охотничьим патронам обычно двухэлементные — оболочка и свинцовый сердечник. Классическая пуля калибра 7,62 мм с остроконечной оболочкой называется FMJ (full metal jacket). Для охоты используются и экспансивные пули. Они увеличивают эффективность поражения цели. У полуоболочечной пули SP (soft point) оболочка открыта спереди, а закрыта сзади. Из оболочки выглядывает свинцовый сердечник. У экспансивной пули HP (hollow point) оболочка также открыта спереди, но свинец не выглядывает наружу, а остаётся на некоторой глубине. Экспансивные пули при попадании в цель раскрываются, очень быстро отдавая энергию жертве, при этом наносят тяжёлые повреждения, разрывая мышцы и разрушая кости.
Малокалиберные пули типа .22LR (калибра 5,6 мм) лишены оболочки, а полностью изготовлены из свинца. Такими пулями охотятся на мелкого зверя: соболя, белку и т. п. Они же используются для стрельбы в соревнованиях по биатлону и пулевой стрельбе. В этом калибре также существуют экспансивные пули.
Вышеупомянутые пули служат для нарезных охотничьих винтовок и карабинов. Для гладкоствольных ружей применяется множество вариантов калиберных и подкалиберных пуль, в основном безоболочечных из свинца и его сплавов (хотя существуют и исключения — «бессвинцовые» пули из меди и латуни, подкалиберные стальные пули). Некоторые из этих пуль стабилизируются в полёте аэродинамически и имеют конструкцию с тяжелой головной частью и легкой удлинённой хвостовой (иногда пластиковой и имеющей оперение) — стрелочные пули. Другие имеют расположенные под углом к продольной оси ребра или вырезы на наружной поверхности и/или в сквозном внутреннем канале, предназначенные для закручивания пули вокруг продольной оси набегающим потоком воздуха (турбинные пули). Встречаются также комбинации этих двух типов (стрелочно-турбинные), нестабилизированные пули (простейшая — шар), пули с ведущими поясками, предназначенные для стрельбы из ружей со сверловкой «парадокс» — нарезной участок у дульной части гладкого ствола (по Закону об оружии РФ при длине нарезной части до 14 см оружие считается гладкоствольным). Многие калиберные пули имеют тело меньшего диаметра, чем канал ствола, и довольно тонкие и легко обминаемые под диаметр канала пояски, обеспечивающие фиксацию пули в стволе и надежную обтюрацию без чрезмерного сопротивления её движению. Подкалиберные пули используются в обтюрирующем пластиковом контейнере. Лучшие образцы при правильно подобранном оружии обеспечивают эффективную дальность боя до 150 и даже 200 метров при кучности, сравнимой с кучностью охотничьего нарезного оружия.

## Пули к снайперским винтовкам
Снайперские пули изготавливаются с особой точностью, с точным соблюдением геометрической формы, имеют высокую кучность боя, и чаще всего ничем не окрашены во избежание изменения весового баланса.
Существует огромное количество типов и подтипов снайперских боеприпасов, а во многих странах мира есть лаборатории, специально разрабатывающие боеприпасы данного типа.

## Разновидности пуль

### Шарообразные

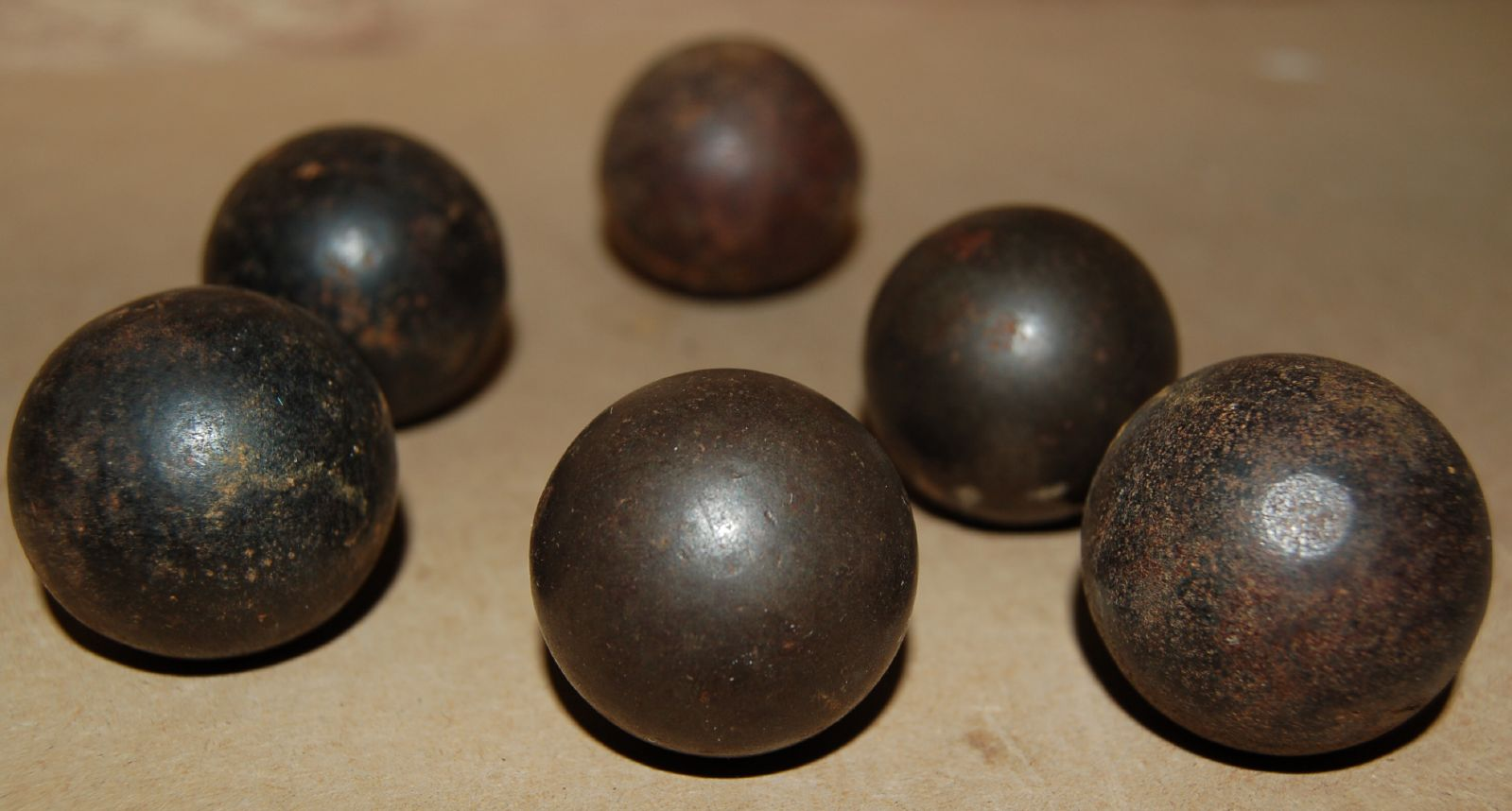
Шарообразные пули

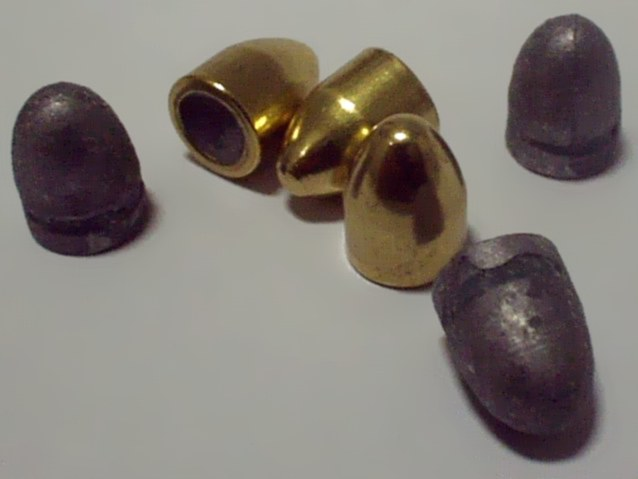
Пули оживальной формы — свинцовые безоболочечные и с оболочкой из медного сплава

Шарообразная пуля (англ. round; англ. ball, сокр. B) — традиционная пуля в виде шара из чистого мягкого свинца. В настоящее время такой тип пуль используется для стрельбы из охотничьего гладкоствольного оружия и современных реплик дульнозарядного оружия.

### Бронебойные
Бронебойная пуля (англ. armour piercing, сокр. AP) — пуля с сердечником из сурьмянистого свинца или со стальным сердечником в свинцовой рубашке. Пули со стальным сердечником имеют бо́льшую пробивную способность. Например, отечественные семейства пистолетных патронов (7,62-мм патрон ТТ, 5,45-мм патрон ПСМ, 9-мм патрон ПМ) включают патроны с пулями со свинцовым и со стальным сердечником.

### Оболочечные
Оболочечная пуля (англ. full metal jacketed, сокр. FMJ) — пуля со сравнительно твёрдой оболочкой вокруг сердечника, препятствующей срыву пули с нарезов и способствующей сохранению пулей своей формы при прохождении сквозь преграду (улучшенное пробивное действие пули). Такая пуля может иметь как круглый, так и заострённый носик. Большая часть современных пуль является оболочечными.

### Оболочечные экспансивные
Экспансивные (разворачивающиеся, англ. expanding full metal jacketed, сокр. EFMJ) пули, например, пуля Extended Range предусматривают существенное увеличение диаметра при попадании в ткани с целью повышения останавливающего действия и / или уменьшения глубины проникновения. Такие пули широко применяются в полицейском и охотничьем оружии, но запрещены к применению в армейских образцах. Экспансивные пули условно разделяются на деформирующиеся (неразрушающиеся), полуразрушающиеся и разрушающиеся.

### Комбинированные
Комбинированная пуля (англ. SOST, от Special Operations: Science and Technology) — пуля, сочетающая в себе одновременно функции экспансивных и бронебойных: обладает полым наконечником и твёрдым сердечником, обеспечивающим одновременно повышенные убойное действие и проникающую способность. Современные боевые пули, состоящие на вооружении США, относятся к комбинированному типу.

### Легко разрушаемая

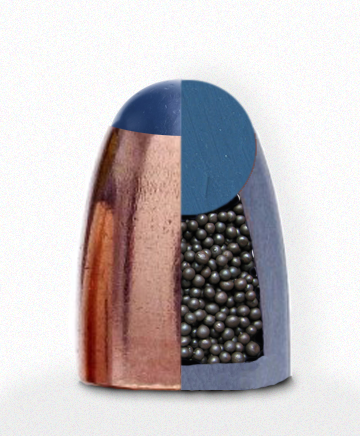
Пуля Glaser Safety Slug

Легко разрушаемая (с так называемой контролируемой баллистикой[неизвестный термин]; англ. Glaser Safety Slug — наименование компании-разработчика) пуля — пуля, наполненная дробинами (обычно свыше 30 дробин; свыше 200 дробин для пули калибра .38 Special) и тефлоновой жидкостью, закрытая пластиковым колпачком, для стрельбы по незащищённым людям в условиях, когда необходимо полностью исключить рикошеты и пробитие насквозь (например, в салоне самолёта). При попадании в цель пуля разрушается, образуя в теле мишени конический поток мелкой[сколько?] дроби, наносящий сильные повреждения. При попадании в твёрдые предметы пуля легко разрушается, не давая рикошетов.
Black Top Glaser Safety Slug — модификация пули, способна пробивать лёгкие преграды, сохраняя высокое раневое воздействие.

### Оболочечные с плоской головной частью
Оболочечная пуля с плоской головной частью (англ. jacketed flat point, сокр. JFP) — пуля, за счёт плоской головной части обеспечивающая меньший рикошет и большее останавливающее действие.

### Полуоболочечные с экспансивной выемкой
Полуоболочечная пуля с экспансивной выемкой (англ. hydra-shok) — пуля с сердечником из двух частей (резиновой головной части и свинцовой) и томпаковой оболочкой с глубокими продольными надрезами. Пуля сконструирована так, чтобы экспансивность полностью проявлялась в мягких преградах. При пробитии, например, фанеры пуля практически не раскрывается.

### Высокоскоростные с высоким останавливающим действием и малой проникающей способностью

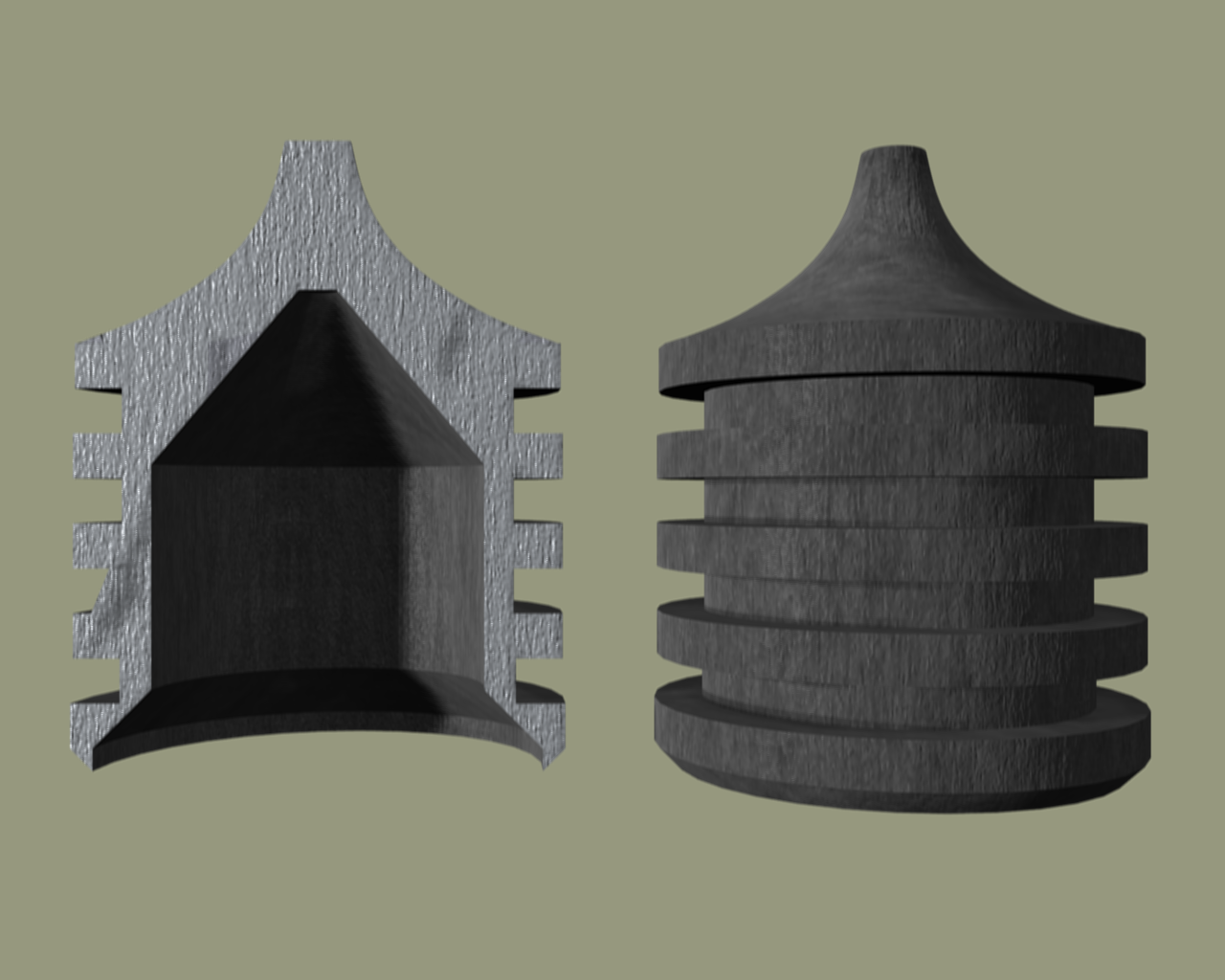
Пуля THV

Высокоскоростная пуля с высоким останавливающим действием и малой проникающей способностью (фр. très haute vitesse, сокр. THV) — лёгкая (полая головная часть) высокоскоростная пуля, за счёт особой формы (англ. reverse ogive — обратная огибающая) при попадании в тело мишени распространяющая ударную волну не вперёд, а в стороны, быстро тормозящаяся с передачей значительной энергии телу мишени (увеличение останавливающего действия). Ударная волна сильно дезориентирует цель. Сильно заострённая головная часть также увеличивает бронепробиваемость: улучшается проходимость бронетканей за счёт раздвигания волокон без разрыва, бронепластин — за счёт раскалывания точечным приложением ударного действия.
Пули THV разработаны во Франции. Подобными пулями снаряжаются патроны к пистолетам и револьверам калибра от 7,65 до 11,43 мм. Используются исключительно специальными подразделениями, в частности силами НАТО в качестве специального боеприпаса, продажа гражданским лицам не предусмотрена.

### Управляемые
Научно-технический прогресс в сфере военных технологий, в частности миниатюризации электроники, перехода к массовому производству субмикронных микрочипов, а также создания миниатюрных маневровых ракетных двигателей, привёл к тому, что в середине 1980-х годов американская военная промышленность подошла вплотную к созданию управляемых пуль, иначе называемых «умными пулями» (англ. smart bullet), — об успешном преодолении очередной вехи на пути к этому отчитались представители руководства компании «Воут» в августе 1986 года, по итогам успешных испытаний 40-мм танковых управляемых подкалиберных снарядов, при условии дальнейшей миниатюризации которых в два-три раза вполне возможно было достичь управляемости крупнокалиберных пуль, однако первые же технико-экономические исследования данного вопроса органами бюджетного мониторинга показали, что даже в случае доработки до приемлемого уровня соответствия тактико-техническим требованиям гарантированного поражения целей на заданном расстоянии и запуска в серийное производство такого рода оружия, оно будет баснословно дорогим и сложным не только в производстве, но также в эксплуатации и техническом обслуживании.

### Пули для пневматического оружия

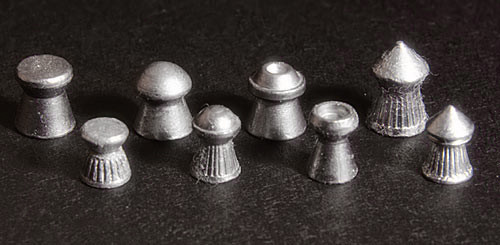
Пули для пневматического оружия
Верхний ряд калибра .22, нижний — .177

Пневматическое оружие производится малого и среднего калибра. К малым калибрам относятся калибры 4,5; 5; 5,5 и 6,35 мм; к средним — 7,62; 8 и 9 мм. Очень редко встречается пневматическое оружие других калибров, например, 11,43; 12,7; 14,7 и 22 мм. В англоговорящих странах принято указывать калибр оружия до сотых миллиметра (Метрическая система) или тысячных (Имперская система) долях дюйма без ведущего нуля в начале. Взаимный перевод калибров из одной системы мер в другую обычно даёт приблизительное значение, так как здесь сказывается не только округления преобразования, но и исторически сложившиеся обозначения калибров, допуски измерений и допуски при изготовлении. Таким образом, калибрам 4,5; 5; 5,5 и 6,35 мм соответствуют обозначения .177, .20, .22 и .25. Калибр ствола и калибр пули обычно не совпадают на несколько сотых долей миллиметра. Длина пули наиболее популярного калибра 4,5 мм обычно находится в пределах от 5 до 9,5 мм, что необходимо учитывать при выборе пуль для оружия с магазинной подачей или поднимающимся пулеприемником.
Для стрельбы из пневматического оружия используют дротики, шарообразные стальные пули, свинцовые пули, алюминиевые пули, пластиковые пули с подкалиберным сердечником и некоторые другие. Дротики и шарообразные стальные пули предназначены для гладкоствольного оружия, а свинцовые, алюминиевые и пластиковые пули — для нарезного.

## История
Пуля появилась одновременно с ручным огнестрельным оружием. Для первых образцов такого оружия (ручных бомбард) в качестве пуль использовались кусочки свинца (иногда — железа или иного металла) соответствующего размера. Форма пуль обычно приближалась к сферической, однако это не считалось обязательным. Диаметр первых пуль мог быть существенно меньше калибра оружия. Частично это было связано с низким уровнем развития техники, частично — с отсутствием глубоких познаний в баллистике у мастеров того времени.

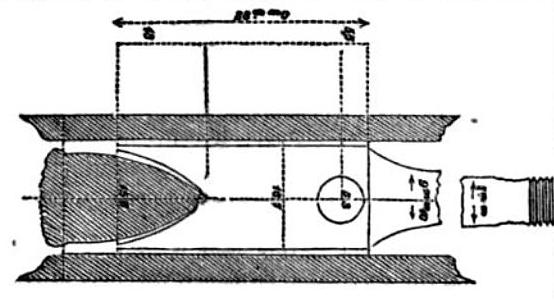

С распространением огнестрельного оружия в европейских армиях, пули стали изготавливаться почти исключительно из свинца, им стали стараться придавать правильную круглую форму.
В XVI столетии в европейских мушкетах пуля весила до 52 г, калибр её доходил до 21,6 мм. С уменьшением калибра мушкета уменьшался и вес пули, потому что она всё время оставалась шаровой, — к концу XVII столетия в Европе установился тип пехотного, гладкоствольного ружья, калибром 16-18 мм (в России — 17,78 мм), пуля к нему весила около 25,6 г. Диаметр пули все ещё не совпадал с калибром оружия. В России официально считалось, что для заряжания требовался зазор от 5 до 7 точек (1,27-1,78 мм), но на практике это требование могло соблюдаться лишь для нового оружия: при длительном использовании ствол заряжаемого с дула ружья неизбежно истирался шомполом, и его калибр постепенно увеличивался (особенно остро эта проблема стояла в России, где солдаты чистили стволы толчёным кирпичом). При растирании ствола зазор между пулей и стенками ствола увеличивался, что отрицательно сказывалось на меткости и дальности стрельбы.
К нарезным ружьям, появившимся в XVI веке (штуцеры и карабины), была принята сферическая пуля почти одинакового диаметра со стволом. При заряжании такая пуля обёртывалась «пластырем» (кусочком плотной ткани) и загонялась в ствол шомполом, ударами по нему молотком. В нарезном оружии того времени приходилось использовать уменьшенный заряд пороха, так как при нормальном заряде круглая пуля из мягкого свинца просто срывалась с нарезов. Это приводило к очень крутой траектории полёта пули и уменьшало точность стрельбы (однако даже в этих условиях меткость стрельбы из штуцера намного превышала меткость стрельбы из гладкоствольного ружья). Слишком медленное заряжание и большая стоимость производства нарезных стволов было причиной, что оружие данного типа не слишком широко распространилось в войсках.
В начале XIX века, после того, как развитие промышленности привело к удешевлению нарезного ствола, в европейских армиях стали всерьёз рассматривать вариант массового вооружения пехоты нарезными ружьями (винтовками). Начали появляться различные проекты нарезных ружей, в которых пуля не загонялась в ствол молотком, а свободно входила в него и лишь потом расширялась до нужного диаметра, чтобы плотно входить в нарезы ствола.
Одним из первых (в 1830-х годах) такое ружьё предложил Дельвинь. В его ружьё шаровая пуля свободно входила в ствол и ложилась на уступ каморы, сделанной в казённике, затем она немного сплющивалась несколькими ударами шомпола, при этом раздавалась в стороны и вжималась в нарезы ствола.
В 1840-х годах во Франции Тувенен предложил так называемое стержневое ружьё. В винтовках этого типа в казённик был ввинчен острый стержень. Пуля вытянутой формы свободно входила в ствол и натыкалась на стержень (у пули имелось специальное углубление в торцевой части), затем несколькими ударами шомпола пуля деформировалась (при этом её задняя часть, надетая на острый стержень, расширялась и заполняла нарезы ствола).
Преимуществом этих конструкций была скорость заряжания. Однако извлечь такую пулю без выстрела (например, при осечке и необходимости перезарядить ружьё) было практически невозможно.
Некоторыми государствами была принята сферическая пуля с пояском, вставляемым при заряжании в два диаметрально противоположных нареза ствола. Пуля свободно входила в ствол при заряжании. Основной недостаток данной конструкции состоял в том, что при износе ствола пуля могла застрять в нарезах. В России к оружию данного типа относился так называемый «литтихский штуцер» (заказанная льежским оружейникам из Бельгии копия английской «брюнсвикской винтовки» обр. 1837 года — см. Brunswick rifle) калибром в 17,78 мм. Однако им вооружались лишь некоторые гвардейские полки, а также унтер-офицеры в части пехотных полков. В результате, русская армия встретила Крымскую кампанию практически без нарезного оружия, при том, что войска противников (Англии и Франции) были вооружены винтовками.
В 1850-х годах Клод Минье предложил пулю так называемого расширительного типа, которая настолько упростила заряжание нарезного ружья, что им скоро вооружили всю европейскую пехоту. Пуля Минье имеет сзади коническую выемку, в которую вставляется коническая железная чашечка, не доходящая до дна выемки; при выстреле чашечка, будучи значительно легче пули, получает большее ускорение и доходит до дна выемки, расширяя пулю и вгоняя её в нарезы, ранее, чем пуля продвинется по каналу на весьма малое расстояние.

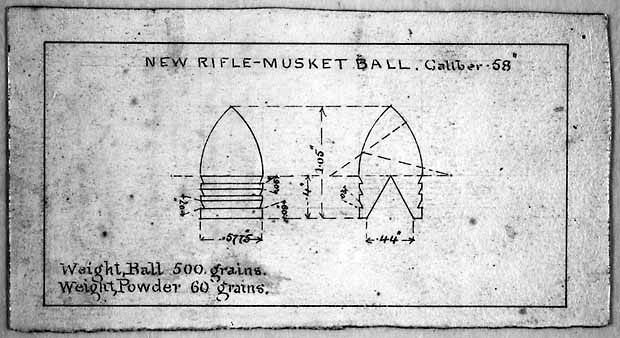
Пуля Минье

В России пуля Минье с чашечкой была принята к 7-линейным нарезным ружьям. В дальнейшем чашечки (сложные и дорогие в производстве) были исключены для большинства систем оружия, использующих принцип Минье. В Англии дорогостоящую железную чашечку заменили керамической пробкой.
В России с переходом к 6-линейным нарезным заряжаемым с дула винтовкам оставлена пуля с чашечкой, весом в 8 золотников. При переделе 6-линейных заряжаемых с дула винтовок в заряжаемые с казны и принятии металлического патрона оставлена расширительная пуля Минье с чашечкой, калибром равным диаметру канала по нарезам (5,3 линии).
На поверхности пули располагались желобки, глубиной в 0,8 мм, в которые помещался свинец, выдавливаемый при врезании пули в нарезы. Ввиду того, что на службе ружейные стволы получали расстрел, ограниченный в те времена допуском в 0,8 мм, для обеспечения врезания пули в нарезы ствола наибольшего калибра (6,3 линий) к пулям применена чашечка.
В дальнейшем выяснилось, что относительно тонкая и длинная пуля (длиной не менее 2-х калибров) при выстреле сжимается и хорошо заполняет нарезы, в таком случае отпадает необходимость в пуле Минье сложной формы. Пули такого типа получили название «сжимательных».
В 1870-х годах в России на вооружение принято ружьё системы Бердана, калибром в 4,2 линии (10,67 мм), со свинцовой продолговатой пулей сжимательной[неизвестный термин] системы, длиной 2 калибра.
Свинцовые пули по способу изготовления бывают литые и штампованные. Литые пули получаются отливкой расплавленного свинца в металлические формы — изложницы; последние по причине усадки свинца (уменьшение в объёме при застывании) имеют линейные размеры на 0,5 точки большие, нежели нормальные размеры пули. Усадка свинца зависит от чистоты его, температуры нагрева расплавленного свинца и изложниц; внутри пули могут образоваться раковины, свищи и другие пороки; в силу таких обстоятельств литые пули выходят разнообразными по весу, что отражается неблагоприятно на меткости стрельбы. Штампованные пули изготовляются из свинцовых цилиндриков определённых размеров и веса на особых штамповальных машинах; при этом способе допуски в весах пули могли быть уменьшены втрое по сравнению с первым.
К современным винтовкам приняты оболочечные пули, состоящие из свинцового сердечника и металлической пульной оболочки, материалом для которой служат: мельхиор, сталь, сталь плакированная никелем и медь.

### Пули охотничьи
Пули охотничьи — употребляются при стрельбе из ружей как нарезных (см. Винтовка, Штуцер, Экспресс-штуцер), так и гладкоствольных (см. Ружьё охотничье); в первом случае преимущественно употребляются пули цилиндрические с поясками или без них: сплошные, со стальной головкой, разрезные (коническая часть которых распиливается вдоль один раз или крест-накрест, тонкой пилкой), с пустотой (в верхней части; пустота эта заливается стеарином или воском или же закрывается длинным пистонообразным колпачком) и разрывные. В разрывных пулях пустота начиняется или порохом, который взрывается пистоном, помещённым в головке П. (а иногда также и в начале пустоты), или разрывным составом: равными количествами серы и бертолетовой соли; 3 частями бертолетовой соли и 1 частью серы; 1 частью серы, 1 частью бертолетовой соли и 1/2 части антимония; все эти составы взрываются сами собой без пистона, при ударе пули в цель. Пуля c пустотой, а отчасти и разрезные, при ударе, разворачиваются и наносят смертельные раны, с раздроблением костей. Разрывные пули употребляются вообще редко и только для стрельбы по наиболее крупным и опасным зверям. Из гладкоствольных ружей стреляют почти исключительно сферической пулей, причём, для стволов сверловки чок-бор, употребляют пулю, свободно проходящую сквозь суженную часть канала. Для устранения вредного, в отношении меткости, вращательного движения сферической пули, к ней придают иногда особый стержень, длиной до 3 см. В XIX веке получила значительное распространение коническая пуля системы Жевело, с выемкой в донышке, вставляемая в специальную нарезную гильзу (см.), придающую пуле вращательное движение, сохраняемое ею на дистанциях до 40—60 шагов. От обыкновенных пуль отличаются составные пули (Пули-жеребьи), состоящие из нескольких отдельно отлитых частей, которые разлетаются при выходе из ствола и наносят тяжкие раны. Все вообще охотничьи пули делаются или из чистого свинца или, для придания твёрдости, с прибавлением ртути (1/5 части на 3 части свинца), (в XIX в. из типографского гарта, то есть старого негодного шрифта 1/3 части на 2 части свинца) или олова (1 часть на 9 частей свинца). Чаще всего пули отливаются в пулелейках, снабжённых резаком для срезки литника (лишнего свинца); лучшие пули штампуются машинным способом, чем достигается большое однообразие их по весу и наружному виду; на донышках пули оттискиваются иногда инициалы имени охотника для устранения споров о том, чья пуля убила зверя.

## Фильмография
- «С точки зрения науки: Пули (Баллистика)» (англ. Naked Science: Bullets) — научно-популярный фильм, снятый National Geographic в 2006 г.